# Episodi di Doubt - L'arte del dubbio
La prima e unica stagione della serie televisiva Doubt - L'arte del dubbio, composta da 13 episodi, è stata trasmessa in prima visione negli Stati Uniti dal canale CBS dal 15 al 22 febbraio 2017, per poi proseguire la prima visione il 23 e 30 marzo 2017 in Spagna e infine sono andati in onda dall'8 maggio al 3 luglio 2017 in Portogallo.
Il 22 febbraio 2017, CBS sospende a tempo indeterminato la trasmissione della serie dopo soli due episodi andati in onda e successivamente ha annunciato in via ufficiale la sua cancellazione, ma poi i restanti 11 episodi sono stati trasmessi dal 1º luglio al 12 agosto 2017.
In Italia, la stagione è andata in onda dal 4 giugno 2017 al 14 gennaio 2018 su Rai 2.
| nº | Titolo originale         | Titolo italiano                  | Prima TV USA / Spagna / Portogallo               | Prima TV Italia  |
| -- | ------------------------ | -------------------------------- | ------------------------------------------------ | ---------------- |
| 1  | Pilot                    | La causa Brennan                 | 15 febbraio 2017                                 | 4 giugno 2017    |
| 2  | Then and Now             | Passato e presente               | 22 febbraio 2017                                 | 11 giugno 2017   |
| 3  | Poison Prize             | La medium                        | 1º luglio 2017 / 23 marzo 2017                   | 25 giugno 2017   |
| 4  | Clean Burn               | Vecchie ruggini                  | 8 luglio 2017 / 30 marzo 2017                    | 2 luglio 2017    |
| 5  | Not a Word               | Non una parola                   | 8 luglio 2017 / 8 maggio 2017                    | 9 luglio 2017    |
| 6  | Faith                    | L'arbitrato                      | 15 luglio 2017 / 22 maggio 2017 / 22 luglio 2017 | 6 agosto 2017    |
| 7  | Where Do We Go from Here | Abbiamo una missione             | 15 luglio 2017 / 22 maggio 2017 / 22 luglio 2017 | 6 agosto 2017    |
| 8  | Top Dog/Underdog         | Sono sicuro ma potrei sbagliarmi | 22 luglio 2017 / 29 maggio 2017                  | 13 agosto 2017   |
| 9  | To See, To Tell          | Vedere e non capire              | 29 luglio 2017 / 5 giugno 2017                   | 20 agosto 2017   |
| 10 | Finally                  | Scheletri nell'armadio           | 5 agosto 2017 / 12 giugno 2017                   | 20 agosto 2017   |
| 11 | I'm In if You Are        | Insieme fino alla fine           | 5 agosto 2017 / 19 giugno 2017                   | 11 novembre 2017 |
| 12 | Running Out of Time      | Meglio la verità                 | 12 agosto 2017 / 26 giugno 2017                  | 7 gennaio 2018   |
| 13 | The Return               | Non è mai troppo tardi           | 12 agosto 2017 / 3 luglio 2017                   | 14 gennaio 2018  |

## La causa Brennan
- Titolo originale: Pilot
- Diretto da: Adam Bernstein
- Scritto da: Joan Rater e Tony Phelan

## Passato e presente
- Titolo originale: Then and Now
- Diretto da: James Strong
- Scritto da: Joan Rater e Tony Phelan

## La medium
- Titolo originale: Poison Prize
- Diretto da: Nicole Rubio
- Scritto da: David Feige

## Vecchie ruggini
- Titolo originale: Clean Burn
- Diretto da: Daisy von Scherler Mayer
- Scritto da: John A. Norris

## Non una parola
- Titolo originale: Not a Word
- Diretto da: Chris Misiano
- Scritto da: Pamela Wechsler

## L'arbitrato
- Titolo originale: Faith
- Diretto da: Nicole Rubio
- Scritto da: Don Roos

## Abbiamo una missione
- Titolo originale: Where Do We Go from Here
- Diretto da: Jeannot Szwarc
- Scritto da: Louisa Levy

## Sono sicuro ma potrei sbagliarmi
- Titolo originale: Top Dog/Underdog
- Diretto da: Jonathan Brown
- Scritto da: John Cockrell

## Vedere e non capire
- Titolo originale: To See, to Tell
- Diretto da: Matt Earl Beesley
- Scritto da: Heather F. Robb

### Trama
Il fidanzato di Tiffany rompe il fidanzamento. Albert scopre che Sadie ha una relazione con Billy da tempo e le dice che è fuori dal caso e che deve lasciare lo studio.

## Scheletri nell'armadio
- Titolo originale: Finally
- Diretto da: Maja Vrvilo
- Scritto da: David Feige

### Trama
Inizia il processo di Billy. Albert assume il caso dopo aver scoperto che Sadie e Billy sono stati a letto insieme. Nick ha il compito di scoprire il passato di Russo e scopre che la madre di Billy e la signora Myers erano amiche. Inoltre, sembra che le prove siano state manomesse per condannare Billy di aver ucciso la sua ex ragazza Amy Myers. Il tecnico di laboratorio è sospettato di aver manomesso i risultati per aiutare Russo a vincere i casi. Cam affronta Peter in tribunale con il caso di un ragazzo sorpreso a rubare. Sadie dice a Cam che deve rivelare la sua relazione con Peter al giudice e al suo cliente. Quando Cam in seguito parla a Peter sul rivelare la loro relazione pubblicamente, Peter si rende conto che non è ancora pronto per essere giudicato di uscire con una collega nera transgender. Cam rompe con Peter. Sadie cerca di convincere Albert a perdonarla per avergli mentito su Billy. Isaiah dice a Billy che deve lasciare Sadie nel caso in cui venga condannato per omicidio. La sorella di Billy, Molly, testimonia di aver visto il fratello in piedi davanti al cadavere di Amy e che, sua madre, a causa di ciò, la mandò in Corea per farla tacere. Sadie usa i nastri delle sessioni di terapia di Molly per dimostrare che era arrabbiata con Billy e si sentiva alienata dalla madre adottiva. Si scopre che l'accusa di Billy è stata comprata e pagata dalla madre di Amy Myer. Ora, Albert e Sadie hanno una possibilità di vincere il caso di Billy.